# گرنت (اکلاهما)
گرنت(به انگلیسی: Grant) شهری در ایالت اکلاهما کشور ایالات متحده آمریکا است که جمعیت آن در سرشماری سال ۲۰۱۰ میلادی، ۲۸۹ نفر بوده‌است.